# Lijst van spoorwegstations in het Verenigd Koninkrijk - L
Dit is een lijst van spoorwegstations in het Verenigd Koninkrijk waarvan de naam begint met een L.
| Station                 | Code      | Graafschap/ County/ City | District                  | Beheerder                       | Passagiers in/uit 2004-2005 (mln) | Passagiers in/uit 2005-2006 (mln) | Passagiers in/uit 2006-2007 (mln) | Passagiers in/uit 2007-2008 (mln) | Passagiers in/uit 2008-2009 (mln) |
| ----------------------- | --------- | ------------------------ | ------------------------- | ------------------------------- | --------------------------------- | --------------------------------- | --------------------------------- | --------------------------------- | --------------------------------- |
| Ladybank                | LDY       | Fife                     |                           | ScotRail                        | 0,041                             | 0,042                             | 0,044                             | 0,05                              | 0,047                             |
| Ladywell                | LAD       | Groot-Londen             | Lewisham                  | Southeastern                    | 0,627                             | 0,644                             | 0,874                             | 0,931                             | 0,904                             |
| Laindon                 | LAI       | Essex                    | Basildon                  | c2c                             | 1,456                             | 1,459                             | 1,629                             | 1,764                             | 1,798                             |
| Lairg                   | LRG       | Highland                 |                           | ScotRail                        | 0,004                             | 0,004                             | 0,004                             | 0,005                             | 0,005                             |
| Lake                    | LKE       | Wight                    |                           | South West Trains (Island Line) | 0,078                             | 0,076                             | 0,071                             | 0,069                             | 0,067                             |
| Lakenheath              | LAK       | Suffolk                  | Forest Heath              | National Express East Anglia    | 0                                 | 0                                 | 0                                 | 0,001                             | 0,001                             |
| Lamphey                 | LAM       | Pembrokeshire            |                           | Transport for Wales             | 0,003                             | 0,003                             | 0,003                             | 0,004                             | 0,004                             |
| Lanark                  | LNK       | South Lanarkshire        |                           | ScotRail                        | 0,258                             | 0,279                             | 0,29                              | 0,301                             | 0,388                             |
| Lancaster               | LAN       | Lancashire               | Lancaster                 | Virgin Trains                   | 1,27                              | 1,317                             | 1,396                             | 1,498                             | 1,56                              |
| Lancing                 | LAC       | West Sussex              | Adur                      | Southern                        | 0,729                             | 0,744                             | 0,758                             | 0,801                             | 0,816                             |
| Landywood               | LAW       | Staffordshire            | South Staffordshire       | West Midland Trains             | 0,045                             | 0,052                             | 0,066                             | 0,079                             | 0,084                             |
| Langbank                | LGB       | Renfrewshire             |                           | ScotRail                        | 0,049                             | 0,055                             | 0,056                             | 0,057                             | 0,073                             |
| Langho                  | LHO       | Lancashire               | Ribble Valley             | Northern Rail                   | 0,023                             | 0,026                             | 0,024                             | 0,025                             | 0,026                             |
| Langley                 | LNY       | Slough                   |                           | Great Western Railway           | 0,482                             | 0,541                             | 0,582                             | 0,653                             | 0,662                             |
| Langley Green           | LGG       | West Midlands            | Sandwell                  | West Midland Trains             | 0,049                             | 0,052                             | 0,058                             | 0,061                             | 0,129                             |
| Langley Mill            | LGM       | Derbyshire               | Amber Valley              | East Midlands Railway           | 0,051                             | 0,051                             | 0,058                             | 0,052                             | 0,062                             |
| Langside                | LGS       | Glasgow City             |                           | ScotRail                        | 0,127                             | 0,147                             | 0,155                             | 0,164                             | 0,21                              |
| Langwathby              | LGW       | Cumbria                  | Eden                      | Northern Rail                   | 0,022                             | 0,024                             | 0,022                             | 0,023                             | 0,024                             |
| Langwith-Whaley Thorns  | LAG       | Derbyshire               | Bolsover                  | East Midlands Railway           | 0,03                              | 0,028                             | 0,026                             | 0,023                             | 0,025                             |
| Lapford                 | LAP       | Devon                    | Mid Devon                 | Great Western Railway           | 0,002                             | 0,002                             | 0,002                             | 0,002                             | 0,002                             |
| Lapworth                | LPW       | Warwickshire             | Warwick                   | Chiltern Railways               | 0,018                             | 0,019                             | 0,02                              | 0,02                              | 0,034                             |
| Larbert                 | LBT       | Falkirk                  |                           | ScotRail                        | 0,428                             | 0,469                             | 0,492                             | 0,548                             | 0,609                             |
| Largs                   | LAR       | North Ayrshire           |                           | ScotRail                        | 0,376                             | 0,411                             | 0,413                             | 0,407                             | 0,505                             |
| Larkhall                | LRH       | South Lanarkshire        |                           | ScotRail                        |                                   |                                   | 0,269                             | 0,308                             | 0,334                             |
| Lawrence Hill           | LWH       | Bristol                  |                           | Great Western Railway           | 0,047                             | 0,056                             | 0,068                             | 0,056                             | 0,067                             |
| Layton                  | LAY       | Blackpool                |                           | Northern Rail                   | 0,042                             | 0,043                             | 0,041                             | 0,043                             | 0,046                             |
| Lazonby and Kirkoswald  | LZB       | Cumbria                  | Eden                      | Northern Rail                   | 0,014                             | 0,014                             | 0,015                             | 0,017                             | 0,016                             |
| Lea Green               | LEG       | Merseyside               | St Helens                 | Northern Rail                   | 0,147                             | 0,164                             | 0,182                             | 0,182                             | 0,452                             |
| Lea Hall                | LEH       | West Midlands            | Birmingham                | West Midland Trains             | 0,141                             | 0,138                             | 0,147                             | 0,141                             | 0,271                             |
| Leagrave                | LEA       | Luton                    |                           | Govia Thameslink Railway        | 1,342                             | 1,413                             | 1,525                             | 1,651                             | 1,633                             |
| Lealholm                | LHM       | North Yorkshire          | Scarborough               | Northern Rail                   | 0,017                             | 0,017                             | 0,016                             | 0,013                             | 0,016                             |
| Leamington Spa          | LMS       | Warwickshire             | Warwick                   | Chiltern Railways               | 1,199                             | 1,22                              | 1,327                             | 1,401                             | 1,768                             |
| Leasowe                 | LSW       | Merseyside               | Wirral                    | Merseyrail                      | 0,332                             | 0,341                             | 0,359                             | 0,355                             | 0,99                              |
| Leatherhead             | LHD       | Surrey                   | Mole Valley               | Southern                        | 1,338                             | 1,414                             | 1,584                             | 1,825                             | 1,882                             |
| Ledbury                 | LED       | Herefordshire            |                           | West Midland Trains             | 0,13                              | 0,135                             | 0,147                             | 0,163                             | 0,18                              |
| Lee                     | LEE       | Groot-Londen             | Lewisham                  | Southeastern                    | 1,088                             | 1,086                             | 1,447                             | 1,524                             | 1,495                             |
| Leeds                   | LDS       | West Yorkshire           | City of Leeds             | Network Rail                    | 14,734                            | 16,06                             | 17,357                            | 18,122                            | 22,422                            |
| Leicester               | LEI       | Leicester                |                           | East Midlands Railway           | 4,457                             | 4,361                             | 4,778                             | 4,969                             | 5,132                             |
| Leigh                   | LIH       | Kent                     | Sevenoaks                 | Southeastern                    | 0,04                              | 0,043                             | 0,045                             | 0,048                             | 0,048                             |
| Leigh On Sea            | LES       | Southend-on-Sea          |                           | c2c                             | 1,527                             | 1,597                             | 1,678                             | 1,791                             | 1,779                             |
| Leighton Buzzard        | LBZ       | Bedfordshire             | South Bedfordshire        | West Midland Trains             | 1,2                               | 1,279                             | 1,385                             | 1,449                             | 1,419                             |
| Lelant                  | LEL       | Cornwall                 | Penwith                   | Great Western Railway           | 0,009                             | 0,002                             | 0                                 | 0                                 | 0,001                             |
| Lelant Saltings         | LTS       | Cornwall                 | Penwith                   | Great Western Railway           | 0,018                             | 0,024                             | 0,001                             | 0                                 | 0,001                             |
| Lenham                  | LEN       | Kent                     | Maidstone                 | Southeastern                    | 0,153                             | 0,165                             | 0,168                             | 0,193                             | 0,176                             |
| Lenzie                  | LNZ       | East Dunbartonshire      |                           | ScotRail                        | 0,775                             | 0,793                             | 0,794                             | 0,782                             | 0,923                             |
| Leominster              | LEO       | Herefordshire            |                           | Transport for Wales             | 0,143                             | 0,191                             | 0,217                             | 0,219                             | 0,241                             |
| Letchworth Garden City  | LET       | Hertfordshire            | North Hertfordshire       | Govia Thameslink Railway        | 1,145                             | 1,187                             | 1,309                             | 1,365                             | 1,446                             |
| Leuchars                | LEU       | Fife                     |                           | ScotRail                        | 0,35                              | 0,375                             | 0,378                             | 0,401                             | 0,406                             |
| Levenshulme             | LVM       | Greater Manchester       | Manchester                | Northern Rail                   | 0,146                             | 0,206                             | 0,221                             | 0,25                              | 0,302                             |
| Lewes                   | LWS       | East Sussex              | Lewes                     | Southern                        | 2,406                             | 2,494                             | 2,564                             | 2,715                             | 2,741                             |
| Lewisham                | LEW       | Groot-Londen             | Lewisham                  | Southeastern                    | 4,071                             | 4,021                             | 5,841                             | 6,294                             | 6,261                             |
| Leyland                 | LEY       | Lancashire               | South Ribble              | Northern Rail                   | 0,281                             | 0,286                             | 0,293                             | 0,326                             | 0,32                              |
| Leyton Midland Road     | LEM       | Groot-Londen             | Waltham Forest            | London Overground               | 0,035                             | 0,032                             | 0,285                             | 0,371                             | 0,309                             |
| Leytonstone High Road   | LER       | Groot-Londen             | Waltham Forest            | London Overground               | 0,032                             | 0,027                             | 0,261                             | 0,315                             | 0,252                             |
| Lichfield City          | LIC       | Staffordshire            | Lichfield                 | West Midland Trains             | 0,579                             | 0,59                              | 0,608                             | 0,636                             | 0,561                             |
| Lichfield Trent Valley  | LTV       | Staffordshire            | Lichfield                 | West Midland Trains             | 0,187                             | 0,222                             | 0,231                             | 0,248                             | 0,704                             |
| Lidlington              | LID       | Bedfordshire             | Mid Bedfordshire          | West Midland Trains             | 0,016                             | 0,02                              | 0,021                             | 0,027                             | 0,025                             |
| Limehouse               | LHS       | Groot-Londen             | Tower Hamlets             | c2c                             | 2,247                             | 2,312                             | 2,991                             | 2,897                             | 2,695                             |
| Lincoln Central         | LCN       | Lincolnshire             | Lincoln                   | East Midlands Railway           | 1,278                             | 1,34                              | 1,418                             | 1,315                             | 1,379                             |
| Lingfield               | LFD       | Surrey                   | Tandridge                 | Southern                        | 0,433                             | 0,431                             | 0,432                             | 0,472                             | 0,482                             |
| Lingwood                | LGD       | Norfolk                  | Broadland                 | National Express East Anglia    | 0,031                             | 0,03                              | 0,028                             | 0,048                             | 0,054                             |
| Linlithgow              | LIN       | West Lothian             |                           | ScotRail                        | 1,092                             | 1,088                             | 1,121                             | 1,162                             | 1,187                             |
| Liphook                 | LIP       | Hampshire                | East Hampshire            | South West Trains               | 0,461                             | 0,446                             | 0,473                             | 0,522                             | 0,522                             |
| Liskeard                | LSK       | Cornwall                 | Caradon                   | Great Western Railway           | 0,232                             | 0,237                             | 0,268                             | 0,274                             | 0,295                             |
| Liss                    | LIS       | Hampshire                | East Hampshire            | South West Trains               | 0,219                             | 0,207                             | 0,209                             | 0,231                             | 0,239                             |
| Lisvane and Thornhill   | LVT       | Cardiff                  |                           | Transport for Wales             | 0,119                             | 0,117                             | 0,13                              | 0,152                             | 0,157                             |
| Little Kimble           | LTK       | Buckinghamshire          | Wycombe                   | Chiltern Railways               | 0,005                             | 0,004                             | 0,007                             | 0,006                             | 0,008                             |
| Little Sutton           | LTT       | Cheshire                 | Cheshire West and Chester | Merseyrail                      | 0,056                             | 0,05                              | 0,031                             | 0,036                             | 0,045                             |
| Littleborough           | LTL       | Greater Manchester       | Rochdale                  | Northern Rail                   | 0,212                             | 0,224                             | 0,211                             | 0,237                             | 0,358                             |
| Littlehampton           | LIT       | West Sussex              | Arun                      | Southern                        | 0,702                             | 0,735                             | 0,796                             | 0,844                             | 0,886                             |
| Littlehaven             | LVN       | West Sussex              | Horsham                   | Southern                        | 0,184                             | 0,205                             | 0,239                             | 0,246                             | 0,268                             |
| Littleport              | LTP       | Cambridgeshire           | East Cambridgeshire       | Govia Thameslink Railway        | 0,119                             | 0,123                             | 0,146                             | 0,149                             | 0,156                             |
| Liverpool Central       | LVC       | Merseyside               | Liverpool                 | Merseyrail                      | 0,982                             | 1,294                             | 7,17                              | 8,857                             | 19,636                            |
| James Street            | LVJ       | Merseyside               | Liverpool                 | Merseyrail                      | 0,196                             | 0,209                             | 1,552                             | 1,953                             | 3,117                             |
| Liverpool Lime Street   | LIV       | Merseyside               | Liverpool                 | Network Rail                    | 13,535                            | 14,472                            | 6,377                             | 4,339                             | 10,833                            |
| Liverpool South Parkway | LSP       | Merseyside               | Liverpool                 | Merseyrail                      |                                   |                                   |                                   | 0,42                              | 0,569                             |
| Livingston North        | LSN       | West Lothian             |                           | ScotRail                        | 0,584                             | 0,622                             | 0,624                             | 0,602                             | 0,566                             |
| Livingston South        | LVG       | West Lothian             |                           | ScotRail                        | 0,218                             | 0,227                             | 0,226                             | 0,231                             | 0,246                             |
| Llanaber                | LLA       | Gwynedd                  |                           | Transport for Wales             | 0,016                             | 0,013                             | 0,015                             | 0,009                             | 0,004                             |
| Llanbedr                | LBR       | Gwynedd                  |                           | Transport for Wales             | 0,011                             | 0,01                              | 0,015                             | 0,014                             | 0,013                             |
| Llanbister Road         | LLT       | Powys                    |                           | Transport for Wales             | 0,001                             | 0,001                             | 0,001                             | 0,001                             | 0,002                             |
| Llanbradach             | LNB       | Caerphilly               |                           | Transport for Wales             | 0,055                             | 0,05                              | 0,058                             | 0,104                             | 0,136                             |
| Llandaf                 | LLN       | Cardiff                  |                           | Transport for Wales             | 0,264                             | 0,258                             | 0,291                             | 0,346                             | 0,382                             |
| Llandanwg               | LDN       | Gwynedd                  |                           | Transport for Wales             | 0,003                             | 0,003                             | 0,003                             | 0,004                             | 0,004                             |
| Llandecwyn              | LLC       | Gwynedd                  |                           | Transport for Wales             | 0,001                             | 0,002                             | 0,002                             | 0,002                             | 0,001                             |
| Llandeilo               | LLL       | Carmarthenshire          |                           | Transport for Wales             | 0,013                             | 0,012                             | 0,011                             | 0,014                             | 0,014                             |
| Llandovery              | LLV       | Carmarthenshire          |                           | Transport for Wales             | 0,02                              | 0,019                             | 0,017                             | 0,02                              | 0,02                              |
| Llandrindod             | LLO       | Powys                    |                           | Transport for Wales             | 0,043                             | 0,04                              | 0,038                             | 0,05                              | 0,049                             |
| Llandudno               | LLD       | Conwy                    |                           | Transport for Wales             | 0,235                             | 0,237                             | 0,239                             | 0,266                             | 0,267                             |
| Llandudno Junction      | LLJ       | Conwy                    |                           | Transport for Wales             | 0,236                             | 0,243                             | 0,25                              | 0,268                             | 0,281                             |
| Llandybie               | LLI       | Carmarthenshire          |                           | Transport for Wales             | 0,005                             | 0,005                             | 0,005                             | 0,006                             | 0,006                             |
| Llanelli                | LLE       | Carmarthenshire          |                           | Transport for Wales             | 0,285                             | 0,297                             | 0,317                             | 0,34                              | 0,364                             |
| Llanfairfechan          | LLF       | Conwy                    |                           | Transport for Wales             | 0,007                             | 0,008                             | 0,009                             | 0,01                              | 0,012                             |
| Llanfairpwll            | LPG       | Anglesey                 |                           | Transport for Wales             | 0,006                             | 0,007                             | 0,009                             | 0,012                             | 0,012                             |
| Llangadog               | LLG       | Carmarthenshire          |                           | Transport for Wales             | 0,006                             | 0,006                             | 0,004                             | 0,006                             | 0,006                             |
| Llangammarch            | LLM       | Powys                    |                           | Transport for Wales             | 0,003                             | 0,003                             | 0,003                             | 0,003                             | 0,003                             |
| Llangennech             | LLH       | Carmarthenshire          |                           | Transport for Wales             | 0,001                             | 0,001                             | 0,001                             | 0,001                             | 0,001                             |
| Llangynllo              | LGO       | Powys                    |                           | Transport for Wales             | 0,001                             | 0,001                             | 0,001                             | 0,001                             | 0,001                             |
| Llanharan               | LLR       | Rhondda Cynon Taf        |                           | Transport for Wales             |                                   |                                   |                                   | 0,027                             | 0,107                             |
| Llanhilleth             | LTH       | Blaenau Gwent            |                           | Transport for Wales             |                                   |                                   |                                   | 0                                 | 0,041                             |
| Llanishen               | LLS       | Cardiff                  |                           | Transport for Wales             | 0,136                             | 0,153                             | 0,173                             | 0,179                             | 0,19                              |
| Llanrwst                | LWR       | Conwy                    |                           | Transport for Wales             | 0,017                             | 0,014                             | 0,012                             | 0,015                             | 0,014                             |
| Llansamlet              | LAS       | Swansea                  |                           | Transport for Wales             | 0,02                              | 0,02                              | 0,019                             | 0,023                             | 0,031                             |
| Llantwit Major          | LWM       | Vale of Glamorgan        |                           | Transport for Wales             |                                   | 0,209                             | 0,255                             | 0,26                              | 0,238                             |
| Llanwrda                | LNR       | Carmarthenshire          |                           | Transport for Wales             | 0,002                             | 0,002                             | 0,002                             | 0,002                             | 0,002                             |
| Llanwrtyd               | LNW       | Powys                    |                           | Transport for Wales             | 0,009                             | 0,008                             | 0,008                             | 0,009                             | 0,009                             |
| Llwyngwril              | LLW       | Gwynedd                  |                           | Transport for Wales             | 0,031                             | 0,035                             | 0,03                              | 0,066                             | 0,035                             |
| Llwynypia               | LLY       | Rhondda Cynon Taf        |                           | Transport for Wales             | 0,064                             | 0,052                             | 0,065                             | 0,065                             | 0,054                             |
| Loch Awe                | LHA       | Argyll and Bute          |                           | ScotRail                        | 0,002                             | 0,003                             | 0,002                             | 0,002                             | 0,003                             |
| Loch Eil Outward Bound  | LHE       | Highland                 |                           | ScotRail                        | 0,001                             | 0                                 | 0,001                             | 0,001                             | 0,001                             |
| Lochailort              | LCL       | Highland                 |                           | ScotRail                        | 0,002                             | 0,002                             | 0,002                             | 0,002                             | 0,002                             |
| Locheilside             | LCS       | Highland                 |                           | ScotRail                        | 0                                 | 0                                 | 0                                 | 0                                 | 0                                 |
| Lochgelly               | LCG       | Fife                     |                           | ScotRail                        | 0,045                             | 0,05                              | 0,057                             | 0,06                              | 0,065                             |
| Lochluichart            | LCC       | Highland                 |                           | ScotRail                        | 0                                 | 0                                 | 0                                 | 0                                 | 0                                 |
| Lochwinnoch             | LHW       | Renfrewshire             |                           | ScotRail                        | 0,057                             | 0,069                             | 0,077                             | 0,08                              | 0,107                             |
| Lockerbie               | LOC       | Dumfries and Galloway    |                           | ScotRail                        | 0,072                             | 0,083                             | 0,099                             | 0,113                             | 0,134                             |
| Lockwood                | LCK       | West Yorkshire           | Kirklees                  | Northern Rail                   | 0,019                             | 0,023                             | 0,023                             | 0,03                              | 0,037                             |
| London Blackfriars      | BFR       | Groot-Londen             | City of London            | Govia Thameslink Railway        | 7,783                             | 8,259                             | 11,852                            | 12,44                             | 12,959                            |
| London Bridge           | LBG       | Groot-Londen             | Southwark                 | Network Rail                    | 37,02                             | 37,416                            | 47,577                            | 50,602                            | 49,703                            |
| London Cannon Street    | CST       | Groot-Londen             | City of London            | Network Rail                    | 17,46                             | 17,614                            | 21,106                            | 22,045                            | 21,646                            |
| London Charing Cross    | CHX       | Groot-Londen             | City of Westminster       | Network Rail                    | 28,822                            | 28,562                            | 34,779                            | 36,294                            | 36,66                             |
| City Thameslink         | CTK       | Groot-Londen             | City of London            | Govia Thameslink Railway        | 4,01                              | 4,645                             | 5,479                             | 5,37                              | 5,294                             |
| London Euston           | EUS       | Groot-Londen             | Camden                    | Network Rail                    | 26,256                            | 27,167                            | 25,585                            | 28,739                            | 27,5                              |
| Farringdon              | FAR       | Groot-Londen             | City of London            | London Underground              |                                   |                                   |                                   | 1,704                             | 1,173                             |
| London Fenchurch Street | FST       | Groot-Londen             | City of London            | Network Rail                    | 16,086                            | 15,746                            | 15,189                            | 16,211                            | 15,676                            |
| London Fields           | LOF       | Groot-Londen             | Hackney                   | National Express East Anglia    | 0,047                             | 0,056                             | 0,112                             | 0,207                             | 0,184                             |
| London King's Cross     | KGX       | Groot-Londen             | Camden                    | Network Rail                    | 20,806                            | 20,302                            | 22,504                            | 23,945                            | 24,641                            |
| London Liverpool Street | LST       | Groot-Londen             | City of London            | Network Rail                    | 50,469                            | 47,271                            | 55,266                            | 57,76                             | 55,103                            |
| London Marylebone       | MYB       | Groot-Londen             | City of Westminster       | Chiltern Railways               | 6,949                             | 6,819                             | 11,639                            | 11,559                            | 11,397                            |
| Moorgate                | MOG       | Groot-Londen             | City of London            | Govia Thameslink Railway        | 7,135                             | 7,263                             |                                   | 10,109                            | 9,373                             |
| London Paddington       | PAD       | Groot-Londen             | City of Westminster       | Network Rail                    | 25,788                            | 26,501                            | 27,259                            | 26,521                            | 29,303                            |
| London Road (Brighton)  | LRB       | Brighton and Hove        |                           | Southern                        | 0,354                             | 0,411                             | 0,45                              | 0,48                              | 0,473                             |
| London Road (Guildford) | LON       | Surrey                   | Guildford                 | South West Trains               | 0,35                              | 0,363                             |                                   | 0,641                             | 0,683                             |
| King's Cross Thameslink | STP & KCM | Groot-Londen             | Camden                    | Network Rail                    |                                   |                                   |                                   | 33,218                            | 17,462                            |
| London Victoria         | VIC       | Groot-Londen             | City of Westminster       | Network Rail                    | 48,047                            | 47,86                             | 66,749                            | 70,854                            | 70,157                            |
| London Waterloo         | WAT       | Groot-Londen             | Lambeth                   | Network Rail                    | 62,389                            | 61,036                            | 83,993                            | 91,452                            | 87,93                             |
| London Waterloo         | WAE       | Groot-Londen             | Lambeth                   | Southeastern                    | 4,905                             | 4,904                             | 6,329                             | 6,537                             | 6,707                             |
| Long Buckby             | LBK       | Northamptonshire         | Daventry                  | West Midland Trains             | 0,139                             | 0,137                             | 0,145                             | 0,149                             | 0,157                             |
| Long Eaton              | LGE       | Derbyshire               | Erewash                   | East Midlands Railway           | 0,423                             | 0,426                             | 0,459                             | 0,504                             | 0,518                             |
| Long Preston            | LPR       | North Yorkshire          | Craven                    | Northern Rail                   | 0,01                              | 0,01                              | 0,012                             | 0,012                             | 0,013                             |
| Longbeck                | LGK       | Redcar and Cleveland     |                           | Northern Rail                   | 0,041                             | 0,04                              | 0,042                             | 0,042                             | 0,044                             |
| Longbridge              | LOB       | West Midlands            | Birmingham                | West Midland Trains             | 0,292                             | 0,316                             | 0,343                             | 0,373                             | 0,627                             |
| Longcross               | LNG       | Surrey                   | Runnymede                 | South West Trains               | 0                                 | 0                                 | 0,003                             | 0,005                             | 0,008                             |
| Longfield               | LGF       | Kent                     | Dartford                  | Southeastern                    | 0,467                             | 0,468                             | 0,483                             | 0,52                              | 0,51                              |
| Longniddry              | LND       | East Lothian             |                           | ScotRail                        | 0,123                             | 0,135                             | 0,14                              | 0,161                             | 0,166                             |
| Longport                | LPT       | Stoke-on-Trent           |                           | East Midlands Railway           | 0,006                             | 0,007                             | 0,011                             | 0,014                             | 0,015                             |
| Longton                 | LGN       | Stoke-on-Trent           |                           | East Midlands Railway           | 0,017                             | 0,021                             | 0,03                              | 0,033                             | 0,034                             |
| Looe                    | LOO       | Cornwall                 | Caradon                   | Great Western Railway           | 0,076                             | 0,071                             | 0,081                             | 0,077                             | 0,079                             |
| Lostock Gralam          | LTG       | Cheshire                 | Cheshire West and Chester | Northern Rail                   | 0,014                             | 0,016                             | 0,015                             | 0,014                             | 0,017                             |
| Lostock Hall            | LOH       | Lancashire               | South Ribble              | Northern Rail                   | 0,039                             | 0,033                             | 0,033                             | 0,03                              | 0,028                             |
| Lostock                 | LOT       | Greater Manchester       | Bolton                    | Northern Rail                   | 0,119                             | 0,125                             | 0,127                             | 0,14                              | 0,208                             |
| Lostwithiel             | LOS       | Cornwall                 | Restormel                 | Great Western Railway           | 0,043                             | 0,046                             | 0,047                             | 0,052                             | 0,062                             |
| Loughborough            | LBO       | Leicestershire           | Charnwood                 | East Midlands Railway           | 1,152                             | 1,147                             | 1,277                             | 1,363                             | 1,424                             |
| Loughborough Junction   | LGJ       | Groot-Londen             | Lambeth                   | Govia Thameslink Railway        | 0,301                             | 0,317                             | 1,207                             | 0,924                             | 1,034                             |
| Lowdham                 | LOW       | Nottinghamshire          | Newark and Sherwood       | East Midlands Railway           | 0,018                             | 0,02                              | 0,02                              | 0,022                             | 0,023                             |
| Lower Sydenham          | LSY       | Groot-Londen             | Lewisham                  | Southeastern                    | 0,302                             | 0,292                             | 0,418                             | 0,435                             | 0,441                             |
| Lowestoft               | LWT       | Suffolk                  | Waveney                   | National Express East Anglia    | 0,245                             | 0,226                             | 0,248                             | 0,41                              | 0,433                             |
| Ludlow                  | LUD       | Shropshire               | South Shropshire          | Transport for Wales             | 0,214                             | 0,224                             | 0,242                             | 0,272                             | 0,288                             |
| Luton                   | LUT       | Luton                    |                           | Govia Thameslink Railway        | 3,064                             | 3,144                             | 3,354                             | 3,548                             | 3,437                             |
| Luton Airport Parkway   | LTN       | Luton                    |                           | Govia Thameslink Railway        | 1,887                             | 2,157                             | 2,365                             | 2,628                             | 2,589                             |
| Luxulyan                | LUX       | Cornwall                 | Restormel                 | Great Western Railway           | 0,001                             | 0,001                             | 0,001                             | 0,001                             | 0,001                             |
| Lydney                  | LYD       | Gloucestershire          | Forest of Dean            | Transport for Wales             | 0,071                             | 0,077                             | 0,084                             | 0,098                             | 0,168                             |
| Lye                     | LYE       | West Midlands            | Dudley                    | West Midland Trains             | 0,028                             | 0,031                             | 0,04                              | 0,046                             | 0,104                             |
| Lymington Pier          | LYP       | Hampshire                | New Forest                | South West Trains               | 0,109                             | 0,113                             | 0,115                             | 0,162                             | 0,172                             |
| Lymington Town          | LYT       | Hampshire                | New Forest                | South West Trains               | 0,145                             | 0,148                             | 0,171                             | 0,175                             | 0,191                             |
| Lympstone Commando      | LYC       | Devon                    | East Devon                | Great Western Railway           | 0,056                             | 0,062                             | 0,064                             | 0,058                             | 0,065                             |
| Lympstone Village       | LYM       | Devon                    | East Devon                | Great Western Railway           | 0,063                             | 0,067                             | 0,071                             | 0,068                             | 0,08                              |
| Lytham                  | LTM       | Lancashire               | Fylde                     | Northern Rail                   | 0,066                             | 0,067                             | 0,068                             | 0,071                             | 0,072                             |

A · 
B · 
C · 
D · 
E · 
F · 
G · 
H · 
I · 
J · 
K · 
L · 
M · 
N · 
O · 
P · 
Q · 
R · 
S · 
T · 
U · 
V · 
W · 
X · 
Y · 
Z

Alle stations (sorteerbaar)